# Преспанско саветовање ЦК КПМ
Преспанско саветовање ЦК КПМ (скраћено: Преспанско саветовање) било је друго по реду саветовање Централног комитета КП Македоније, одржано од 2. до 4. августа 1943. године у региону Преспа, у близини села Отешева.

## Позадина
Доласком Светозара Вукмановића Темпа, делегата ЦК КПЈ, у Македонију крајем 1942, улагани су напори да се Народноослободилачки покрет у Македонији организује и на тај начин привуче више бораца у партизане. Први корак било је оснивање Комунистичке партије Македоније у марту 1943. године. Полаган развој НОП-а у Македонији створио је услове за одржавање конференције на којој је требало да буду утврђене даље смернице за јачање НОП-а.

## Саветовање
Учесници конференције били су чланови ЦК КПМ, Кузман Јосифовски Питу, Цветко Узуновски, Страхил Гигов, инструктор ЦК КПЈ Добривоје Радосављевић Боби, а касније им се придружио и Светозар Вукмановић, делегат ЦК КПЈ и Врховног штаба НОВ и ПОЈ у Македонији. Укупно је на саветовању учествовало између 30 и 35 људи.
Ова конференција била је значајна за развој Народноослободилачког покрета у Македонији зато што је на њој одлучено о постепеном прерастању партизанских одреда у крупније војне јединице, учвршћивању и изградњи народне власти, организационом јачању и проширивању организација КПМ и СКОЈ-а, те усвојена платформа о оснивању Народноослободилачке војске Македоније унутар НОВЈ.

## Споменик
На 30. годишњицу одржавања Преспанског саветовања, код Отешева је 1973. године саграђен споменик у стилу асоцијативног геометризма, рад македонског вајара Јордана Грабулоског.